# 邢明军
邢明军（1951年5月—），男，汉族，河北安国人，中华人民共和国政治人物，曾任天津石油化工公司经理，天津市人大常委会副主任，天津市总工会主席。

## 生平
2008年10月17日，中国工会十五大在北京开幕，大会选举他出任主席团委员。